# Manuel Huerga
Manuel Huerga (Barcelona, 20 de octubre de 1957) es un director de cine, televisión y escena español.

## Biografía

### Años 1970
Desde 1975 alterna los estudios de Historia en la Universidad de Barcelona con la realización de trabajos experimentales en super8, 16mm y vídeo (pionero en la utilización de soportes magnéticos portátiles). Entre sus presentaciones más destacadas están: Caracas (1979), Bienal de São Paulo (1981) y Montbéliard (1981) entre otras.
En el año 1977 funda Film Vídeo Informació (FVI) juntamente con Eugènia Balcells, Eugeni Bonet y Juan Bufill. Desde esta plataforma publican dos números de la revista fanzine Visual y organizan actividades destinadas a la difusión del cine y el vídeo de carácter experimental y de vanguardia. Destacan sesiones de Expanded Cinema y filmes de Philippe Garrel con la cantante Nico en directo.
Ha colaborado esporádicamente en revistas y diarios como Star, Ajoblanco, Bésame Mucho, El País, Vibraciones, Rock Espezial, El Correo de la Unesco, El Mundo y El Periódico de Catalunya así como en la creación de muestras y exposiciones entre las que destacan Cinema d'Avantgarde en Espagne para el Centro Georges Pompidou (1981) y Tintín en Barcelona para la Fundación Joan Miró (1983/1984).

### Años 1980
Entre el año 1980 y el 1983 es también el responsable del Departamento de Vídeo de la Fundació Joan Miró, donde tiene ocasión de trabajar en proyectos multidisciplinarios con diversos artistas (Lindsay Kemp, Carles Santos, Cesc Gelabert, Joan Brossa, Javier Navarrete, Alberto Iglesias) y sobre ellos (Antoni Tàpies, Joan Miró).
Desde septiembre de 1983, fecha del inicio de las emisiones de TV3 (la televisión autonómica de Cataluña), Manuel Huerga inicia su trayectoria televisiva como director y realizador de programas: Estoc de Pop (1983/1985), magacín de cultura pop, exposiciones, cómic y nuevas tendencias, que incluye reportajes, entrevistas y conciertos en directo (The Smiths, John Cale, Depeche Mode, New Order, Nick Cave, Johnny Thunders, Pedro Almodóvar, etc.) y obtiene un premio Ondas; Arsenal (1985/1987), programa de televisión por el cual obtiene el premio Ciutat de Barcelona, premio Laus y medalla Fad; responsable de la versión catalana de la serie Max Headroom Show (1986); Clip-Club (1986/1987) emitido simultáneamente por TV3 y Catalunya Ràdio FM; Arsenal Atlas (1987), un viaje por los cinco continentes pionero en utilizar el Video8. En su etapa en TV3, Manuel Huerga dirige toda clase de eventos en directo, especialmente conciertos y espectáculos entre los que destacan el Piromusical de las fiestas de La Mercè ininterrumpidamente desde 1986 hasta 1991.
Entre 1988 y 1989 dirige el documental de ficción Gaudí, una coproducción de Virgínia Films y La Sept, que se estrena en el Festival Internacional de Cinema de Barcelona donde obtiene el premio de la Crítica. Dicho documental inaugura las emisiones regulares del Canal 33, el 11 de septiembre de 1989.
Con su productora Arsenal Films produce Boom-Boom, el primer largometraje de Rosa Vergés, así como diferentes vídeo-clips musicales. En esta etapa empieza también a realizar spots publicitarios con la productora Ovideo (La Caixa, Ibercaja, Evax).
En 1989 co-realiza con Juan Bufill Buñuel, una iniciativa del Festival Internacional de Cinema de Barcelona en coproducción con Arsenal Films y Ovideo TV, que obtiene el primer premio en la Bienal Europea para la Conservación del Patrimonio Cultural Europeo. Ese mismo año realiza conjuntamente con Jordi Beltrán el programa Soundtrack para Catalunya Ràdio, una serie experimental de documentales sonoros sobre temas monográficos.
Entre 1989 y 1990 realiza el vídeo L'espectador i l'esport por encargo de la Olimpiada Cultural para la exposición Planeta Esport y El quadrat d'or, vídeo oficial de la exposición del mismo título que es premiado en diferentes festivales, destacando la Medalla de Oro en el Festival de Cine, Vídeo y Televisión de Nueva York.

### Años 1990
En 1990, Manuel Huerga recibe el Premio Extraordinario de Cinematografía de la Generalidad de Cataluña.
Entre 1990 y 1992 es director de las Ceremonias de Inauguración y Clausura de los XXV Juegos Olímpicos de Barcelona 1992 (Medalla Fad), asesor en la dirección de las Ceremonias de Inauguración y Clausura de los Juegos Paralímpicos de Barcelona en 1992, y guionista y supervisor artístico de la ceremonia inaugural de los III Juegos Deportivos Special Olimpics de Barcelona'92.
En octubre de 1992 dirige el documental Les Variacions Gould, una coproducción de Ovideo TV, La Sept/Arte y TVC sobre el pianista canadiense Glenn Gould con motivo del décimo aniversario de su muerte. Finalista en la categoría de Mejor Documental de Música Clásica en el International Visual Music Awards de Cannes'93, Manuel Huerga obtiene por este documental el premio al Mejor Realizador en los Premios Nacionales de Vídeo y Cinematografía 1993 otorgados por la Generalidad de Cataluña, y el Trofeo Plata en los Laus'93.
Durante el período 1992/1994, Manuel Huerga es responsable de organizar y gestionar el Departamento de Audiovisuales del CCCB (Centro de Cultura Contemporánea de Barcelona), desde donde también realiza posteriormente producciones destinadas a las exposiciones: Ciutat: Del globus al satèl·lit; Visions Urbanes, en coproducción con el Centre Georges Pompidou; Retrat de Barcelona; El segle del cinema, y es el creador e impulsor de exposiciones como Món TV. A lo largo de este tiempo desarrolla el proyecto de la Videoteca Informatizada de Barcelona (VIBA), que tiene como finalidad la digitalización del patrimonio audiovisual de la ciudad.
En 1995 estrena Antártida, su primer largometraje, producido por Andrés Vicente Gómez para Iberoamericana Films, Sogetel y Canal+ España, protagonizado por Ariadna Gil y Carlos Fuentes y con la banda sonora original de John Cale. Fue presentado en la Festival Internacional de Cine de Venecia y obtuvo el Goya a la Mejor Fotografía (Javier Aguirresarobe).
Manuel Huerga ha dirigido toda clase de actos y galas que normalmente también han sido acontecimientos televisivos: Un pont de mar blava para Lluís Llach, en el Palau Sant Jordi: los IX Premios Goya en Madrid, las ediciones XXIV y XXV de los Premios Octubre en Valencia, el espectáculo Soundtrack, un concierto-homenaje a la música del cine estrenado en el Mercado de las Flores, con Josep Pons y la Orquesta de Cámara del Teatre Lliure, la ceremonia del Centenario del Barça y la final de la UEFA Champions League, con Montserrat Caballé, en el Camp Nou. También fue el encargado de diseñar el Piromusical Olímpico, con motivo del X aniversario de la designación de Barcelona como sede olímpica y el Piromusical de la Infanta, como acto extraordinario con motivo del enlace entre la Infanta Cristina e Iñaki Urdangarín.
En 1997, con La Fura dels Baus, estrena El martirio de San Sebastián, oratorio de Claude Debussy a partir de textos de Gabriele d'Annunzio, con Miguel Bosé. El estreno mundial tiene lugar en la Ópera de Roma y también inaugura la temporada del Festival de Peralada.
El mismo año, asociado con la productora Ovideo TV como Moebius TV, gana el concurso público de proyectos para la gestión de la producción y programación de BTV, la televisión pública de la ciudad de Barcelona, de la que también es director hasta el 2003. Destaca de su innovadora programación el programa Boing Boing Buddha, que codirige con Andrés Hispano.

### Años 2000
En 2003, se incorpora al Fórum Universal de las Culturas 2004 en Barcelona, primero como director de La Plaça y posteriormente como responsable de las producciones audiovisuales, siendo el director de la película oficial de este evento internacional. Durante este periodo dirige la V edición de los Premios de la Música (SGAE), la Fiesta de Barcelona en el Estadio Olímpico Lluís Companys, espectáculo conmemorativo del X aniversario de los Juegos Olímpicos; Neruda en el corazón, concierto homenaje a Pablo Neruda en el que participan entre otros Joan Manuel Serrat, Miguel Bosé, Jorge Drexler, Miguel Ríos, Joaquín Sabina, Miguel Poveda, Julieta Venegas, Ana Belén, Pedro Guerra o Víctor Manuel; también concibe la dramaturgia del espectáculo de danza Café de Chinitas, de Federico García Lorca, para el Festival de Peralada, dentro de los actos en conmemoración del año Dalí.
Como director de escena, el 3 de noviembre de 2004 Huerga estrenó la ópera Gaudí, de Joan Guinjoan, en el Gran Teatro del Liceo de Barcelona y el 11 de diciembre dirigió los XVII Premios de cine europeo.
En 2006 estrena su segundo largometraje Salvador, sobre la vida, proceso y ejecución del joven anarquista catalán Salvador Puig Antich. Producida por Mediapro, Salvador se presentó por primera vez en el Festival de Cannes dentro de la sección oficial Un certain regard y ha obtenido numerosos premios entre los que destaca el Premio Ondas al acontecimiento cinematográfico del año.
En 2008 dirige, junto a Franc Aleu, la película esférica Hijos del agua, una producción para el Pabellón de España de la Expo de Zaragoza que obtuvo el Premio a la Mejor Narrativa en el DomeFest 2008 de Chicago y firma Y el cine marcha: una historia del cine al servicio de los Derechos Humanos realizada para Amnistía Internacional con motivo del 50 aniversario de la Declaración de los Derechos Humanos.
Al año siguiente obtiene el Premio del Público en el Festival de Cine Español de Málaga por Un instante preciso, que recoge la gira del cantautor Jorge Drexler por distintas poblaciones catalanas y participa con el capítulo Pan y Circo (Remix) en la serie documental de TVE 50 años de... que recoge distintos aspectos de la sociedad española a través de imágenes de archivo de los 50 años de Televisión Española.

### Años 2010
En 2010 estrena Son & Moon (Diario de un astronauta) sobre la relación entre el astronauta de origen español Miguel López-Alegría y sus hijo Nico durante la estancia del primero en la Estación Espacial Internacional. También ese mismo año realiza el programa especial Jordi Pujol, 80 anys, un retrato del que fuera presidente de la Generalidad de Cataluña durante 23 años. Y a finales de 2010 se emite la miniserie de dos capítulos para Televisión Española Operación Malaya, sobre la desarticulación de la trama de corrupción en el Ayuntamiento de Marbella.
En 2011 dirige 14 d'abril: Macià contra Companys, una coproducción de Minoría Absoluta y Televisió de Catalunya sobre los hechos que rodearon la proclamación de la Segunda República en Barcelona y de las diferencias entre Francesc Macià y Lluís Companys. La película se presentó el 23 de septiembre en la Sección Zabaltegui del 59.º Festival de Cine de San Sebastián.
En la actualidad tiene pendiente de estreno Pepe & Rubianes, documental que recuerda la figura del desaparecido actor y humorista galaico-catalán Pepe Rubianes en el transcurso de una cena informal de sus amigos más allegados.

## Filmografía
- Gaudí (1988)
- Antártida (1995)
- Salvador (2006)

## Trabajos destacados en televisión
- 14 d'abril: Macià contra Companys (TV3, 2011)
- Operación Malaya (TVE, 2010)
- Jordi Pujol, 80 anys (TV3, 2010)
- Pan y circo (remix) (TVE, 2010)
- Boing Boing Buddha (BTV, 2001-2004)
- Arsenal Atlas (TV3, 1987)
- Arsenal (TV3, 1985-1987)
- Estoc de Pop (TV3, 1985-1986)

## Documentales destacados
- Son & Moon (2010)
- Un instante preciso (2008)
- Les Variacions Gould (1992)
- Buñuel (1989)

## Trabajos de escena destacados
- XVII European Film Awards (2004)
- Gaudí (2004)
- Centenari del Barça (1998)
- Le Martyre De Saint Sébastien (1997)
- Ceremonias Juegos Olímpicos Barcelona'92 (1992)